# Ivan Kožarić
Ivan Kožarić (Petrinya, 1921. június 10. – Zágráb, 2020. november 15.) horvát szobrászművész, akadémikus, az ún. „Gorgona csoport” tagja.

## Élete
1921. június 10-én született a Kulpa-parti Petrinyán. 1943-ban iratkozott be a zágrábi Képzőművészeti Akadémiára szobrász szakra, ahol 1947-ben szerzett diplomát. 1943-tól 1945-ig a Josip Horvat Međimurec festőművész által vezetett oktatási zászlóalj tagja volt. 1949-ben Antun Augustinčić tanítványaként fejezte be szakirányú tanulmányait. 1953-ban kezdett kiállítani, 1955-től pedig önállóan is kiállított.
Az 1959/1960-ban Kožarić a Moša Pijade Alap ösztöndíjasaként több hónapig Párizsban tartózkodott. Ez az időszak nagyon volt fontos számára az európai művészet jobb megismeréséhez, de saját alkotói potenciáljának kipróbálásához is. Az őt különösen tisztelő Jacques Lassaigne francia kritikuson keresztül együttműködött a Maguy Galériával, amelynek tulajdonosa több művet is vásárolt tőle. A kedvező körülmények és a párizsi tartózkodás lehetősége ellenére Kožarić visszatért Zágrábba, és úgy döntött, hazájában folytatja pályafutását. Az 1960-as évek elején Kožarić Marijan Jevšovar, Julij Knifer, Đuro Seder és Josip Vanište festőkkel, Miljenko Horvat építésszel, Dimitrije Bašičević Mangelos művészettörténésszel és konceptuális művésszel, valamint Matko Meštrović és Rados Meštrović kritikusokkal együtt a Gorgona informális csoport tagja volt. 1997-től a Horvát Tudományos és Művészeti Akadémia rendes tagja volt. Vladimir Nazor életműdíjat kapott (1997).

## Munkássága
Már „Osječaj cjeline” (A teljesség érzése, 1953–54) című szobra is erősen eltávolodott a figurális szobrászati kifejezés hagyományától, míg a „Stablo” (Fa) ciklusa (1956) már a fokozott kifejezőkészség képviselője volt, amelyet a forma sűrítésével ér el. Az ebből az időszakból származó első szobrok, leggyakrabban letisztult humort sugárzó portrék („Mladić s krijestom”, 1956), valamint a nagyszámú dombormű (Grad, Kartaši, Isječak rijeke) közel állnak a konceptualista archetípusokhoz.
A hagyományos irányzatoktól való folyamatos eltérés és az új művészi érzékenység kialakítására való törekvés közelebb hozta a Gorgona csoporthoz, mely 1959 és 1966 között tevékenykedett Zágrábban. „Oblici prostora” (A tér alakzatai, 1961–69) ciklussal kifejezőeszközeinek csökkentésével rendkívül letisztult, elvont, szimbolikus formákat ért el, majd ismét közelítette a kortárs avantgárd művészeti irányzatokat („Prizemljeno Sunce”, 1971). Kisplasztikákkal kísérletezett, műtermében mindent arannyal festett, felfedezte az újratervezés és az újrahasznosítás elvét („Ciklus Spontana skulpture”, Spontán szobrászat ciklus), de visszatért korábbi munkáinak köréhez, melyeket más térbeli kontextusba helyezett. (A. G. Matos szobra, Zágráb, 1978.) A „Reljefi” (Reliefek, 1979–80) című sorozata bizonyos megnyugvást és a forma esztétizálása felé fordulást mutatott. Az 1980-as évek végén és az 1990-es évek elején fémfelvitelekkel durván megmunkált fából készített szobrokat, majd ötletes és humoros installációk következtek.
Számos jelentős nemzetközi kiállításon, köztük a Velencei (1976) és a Sao Paulói Biennálén (1979) szerepelt. Művei szerte az országban és a világban számos magángyűjteményben, valamint múzeumban megtalálhatók. A világ és az európai szobrászat antológiáiban szintén megtalálhatók művei (Michel Seuphor: La sculpture de ce siecle; Nouveau dictionnaire de la sculpture moderne, kiadó: Fernand Hazan, 1970).
Több szobra is szabadtérre került, köztük a leghíresebb, A. G. Matošnak a zágrábi Štrossmayer-sétányon álló szobra, valamint a „Zágrábi naprendszer” részét képező „Prizemljeno sunce” (Földön álló Nap) című szobra Zágrábban. Mintegy hatvan egyéni és mintegy kétszáz csoportos kiállításon állított ki itthon és külföldön. 2007-ben Zágráb városa teljes egészében megvásárolta Kožarić műtermét (több mint 6000 kiállítási tárgy), és a zágrábi Kortárs Művészeti Múzeumban helyezte el megőrzésre és tárolásra.

## Fő köztéri művei
- 1962. Spomenik palim sportašima (Hősi halált halt sportolók emlékműve), Zágráb
- 1970. Isječak rijeke Seine, Labin, Dubrava,
- 1971. Prizemljeno sunce, Zágráb, Trg Republike Hrvatske
- 1972. Spomenik A. G. Matošu, Zágráb, Strossmayer-sétány
- 1979/80. Stablo, Bochum,
- 1981. Pejzaž, Portorozs,
- 1983. Ruža cvjetova, Zágráb, Gajnice, Park skulpture
- 1992. Stablo, Maribor
- 1993. Spomenik A. G. Matošu, Sziszek
- 1994. Prizemljeno sunce, Zágráb, Bogovićeva utca
- 1994. Bljesak, Zágráb, Horvát Képzőművészet Háza
- 1999. Kupač pod tušem, Zágráb, Avenija Dubrovnik

## Galéria
- A. G. Matoš zágrábi szobra
- A „Földön álló Nap”
- Művei a Kortárs Művészeti Múzeumban
- Művei a Kortárs Művészeti Múzeumban
- A fiumei Korzón álló szobra
- Művei a Kortárs Művészeti Múzeumban

## Fordítás
Ez a szócikk részben vagy egészben  az   Ivan Kožarić című horvát Wikipédia-szócikk ezen változatának fordításán alapul.  Az eredeti cikk szerkesztőit annak laptörténete sorolja fel. Ez a jelzés csupán a megfogalmazás eredetét és a szerzői jogokat jelzi, nem szolgál a cikkben szereplő információk forrásmegjelöléseként.